# “らしく”いきましょ/ムーンライト伝説
「“らしく”いきましょ/ムーンライト伝説」は、Meu・ムーンリップスのシングル。1995年7月21日に日本コロムビアより発売。

## 概要
タイトル曲「“らしく”いきましょ」はテレビアニメ『美少女戦士セーラームーン SuperS』141 - 166話の後期エンディングテーマ及び短編劇場版アニメ『スペシャルプレゼント 亜美ちゃんの初恋 美少女戦士セーラームーンSuperS 外伝』のエンディングテーマ。
c/wカップリング曲「ムーンライト伝説」はテレビアニメ『美少女戦士セーラームーン S』および『SuperS』のオープニングテーマ主題歌。シリーズ最終章となる『セーラースターズ』では「セーラースターソング」がオープニングテーマとなったが、最終回ではこの曲がエンディングテーマとして使用された。
2曲のオリジナル・カラオケ付き。
2020年12月5日にNHK BSプレミアムで放送された『発表!全美少女戦士セーラームーンアニメ大投票』では、「“らしく”いきましょ」が「あなたの好きな歌」部門で第6位に選ばれた。

## 収録曲
| 全編曲: 林有三。 |                                              |            |           |                |       |
| #                | タイトル                                     | 作詞       | 作曲      | 歌             | 時間  |
| 1.               | 「“らしく”いきましょ」                       | 武内直子   | 水野雅夫  | Meu            | 3:33  |
| 2.               | 「ムーンライト伝説」                         | 小田佳奈子 | 小諸鉄矢  | ムーンリップス | 2:54  |
| 3.               | 「“らしく”いきましょ」(オリジナル・カラオケ) |            | 水野雅夫  |                | 3:33  |
| 4.               | 「ムーンライト伝説」(オリジナル・カラオケ)   |            | 小諸鉄矢  |                | 2:54  |
| 合計時間:        | 合計時間:                                    | 合計時間:  | 合計時間: | 合計時間:      | 12:54 |

## カバー

### “らしく”いきましょ
- ミュージカル版『美少女戦士セーラームーン』の初代月野うさぎ/セーラームーン役を演じたANZAがカバーしている（2021年1月13日発売のアルバム「月色Chainon」Eternal盤に収録）[2]。
- 玲桜奈 - 1996年5月21日発売のアルバム『美少女戦士セーラームーン　ベストソングコレクション』に収録[3]。
- 桃井はるこ - 2014年1月29日発売のアルバム『美少女戦士セーラームーン THE 20TH ANNIVERSARY MEMORIAL TRIBUTE』に収録[4]。
- 中川翔子 - 2014年2月27日Zepp Tokyoで開かれた『MTV LIVE 2014 supported by SHIDAX with LIVE DAM～"美少女戦士セーラームーン" THE 20TH ANNIVERSARY MEMORIAL TRIBUTE～』[5]。
- 榊原ゆい - 2014年3月26日発売のアルバム『LOVE × CoverSongs』に収録[6]。
- YURiCa/花たん - 2014年11月26日発売のアルバム『魔法少女28』に収録[7]。
- 石田燿子 - 2017年12月6日発売のアルバム『美少女戦士セーラームーン 25周年記念Classic Concert ALBUM』に収録[8][9]。
- 井上苑子 - 2018年4月4日発売のアルバム『美少女戦士セーラームーン THE 25TH ANNIVERSARY MEMORIAL TRIBUTE』に収録[10]。
- 中島愛 - 2019年4月29日にBS11で放送されたAnison Daysの音楽番組[11][12][13]。
- 許思行 - 広東語版「不必放棄」、『美少女戦士セーラームーンSuperS』香港版エンディングテーマ。香港は1998年の童謡ゴールデンアワードで「最高の童謡賞」を受賞した[14]。